# Patrick Funk
Patrick Funk (Aalen, Alemania, 11 de febrero de 1990) es un futbolista alemán. Juega como mediocampista y su actual equipo es el TSV Essingen de la Oberliga Baden-Württemberg, quinta división alemana.

## Trayectoria
Funk comenzó su carrera con 08 FV Unterkochen y se unió más tarde a Ebnat SV, de aquí fue explorado por SSV Ulm 1846 . Después de varios años con el SSV Ulm 1846 se trasladó a las juveniles del VfB Stuttgart en el verano de 2002 que comenzó su carrera profesional en el verano de 2009.

## Clubes
| Club                  | País     | Año         |
| --------------------- | -------- | ----------- |
| VfB Stuttgart II      | Alemania | 2008-2011   |
| VfB Stuttgart         | Alemania | 2010 - 2011 |
| FC St. Pauli (cedido) | Alemania | 2011-2013   |
| VfB Stuttgart         | Alemania | 2013-2014   |
| SV Wehen Wiesbaden    | Alemania | 2014-2018   |

- Datos: Q68122
- Multimedia: Patrick Funk / Q68122